# Nick Oshiro
Nick Oshiro (29 luglio 1978) è un batterista statunitense, noto per essere stato membro degli Static-X.

## Biografia
La carriera musicale di Oshiro iniziò nel 2002, quando fu invitato dai Seether a sostituire il batterista degli esordi Dave Cohoe. Con il gruppo, registrò solamente il brano Hang On, pubblicato nell'album Disclaimer II (2004), anche se nel booklet del precedente album Disclaimer viene accreditato come batterista (nonostante il sessionman Josh Freese suoni in tutte le tracce dell'album). La sua permanenza nel gruppo durò solamente un anno, e nel 2003 venne sostituito da John Humphrey.
Nel 2002 inoltre si unì anche agli Static-X inizialmente come membro esterno, per poi divenire membro ufficiale a partire dall'anno successivo. Con loro registrò tre album: Start a War (2005), Cannibal (2007) e Cult of Static (2009). Lasciò la band poco dopo la realizzazione di quest'ultimo, venendo sostituito provvisoriamente da Will Hunt (Evanescence), ma il gruppo si sciolse comunque l'anno successivo. Quando nel 2012 Wayne Static riformò gli Static-X, Oshiro non accettò di tornare a farvi parte. Il nuovo batterista divenne dunque Sean Davidson dei Pighammer, gruppo spalla di Wayne Static da solista.

## Discografia

### Con i Seether
- 2002 – Disclaimer[1]
- 2004 – Disclaimer II

### Con gli Static-X
- 2003 – Shadow Zone[1]
- 2005 – Start a War
- 2007 – Cannibal
- 2009 – Cult of Static